# Wallendbeen
Wallendbeen is een plaats in de Australische deelstaat New South Wales en telt 575 inwoners.